# 리얼오디오
리얼오디오(RealAudio)는 리얼네트웍스사가 개발한 사유 오디오 포맷이다. 파일 확장자는 .ra, .ram이다. 전화 접속 모뎀을 위한 낮은 비트레이트의 포맷부터 음악을 위한 고음질의 포맷까지 다양한 오디오 코덱을 사용한다. 실시간 감상을 위한 스트리밍 오디오 포맷으로 사용할 수도 있다. 수많은 인터넷 라디오 기지국은 리얼오디오를 사용하여 실시간으로 인터넷 방송을 내보내고 있다. 대한민국에서는 예전에는 많은 방송국들이 인터넷 실시간 방송에서 이 코덱을 많이 사용하였으나 2000년대 초반을 전후로 윈도우 미디어 기반의 코덱으로 전환하였다. 그러나 외국의 경우 일부 라디오 방송국에서 이 포맷을 지금도 활용하고 있다.
리얼오디오의 첫 버전은 1995년에 공개한 바 있으며, 2006년을 기준으로 최신 버전은 리얼오디오 10이다.

## 코덱
- lpcJ
- 28_8
- dnet
- sipr
- cook
- atrc
- raac
- racp
- ralf

## 같이 보기
- 샤우트캐스트
- 윈도우 미디어 오디오